# Eumachia (cràter)
Eumachia és un cràter amb coordenades planetocèntriques de 2.98 ° de latitud nord i 319.96 ° de longitud est, sobre la superfície de l'asteroide del cinturó principal (4) Vesta. Fa 25.78 de diàmetre. El nom fa referència a Eumàquia (fl. segle I), sacerdotessa i gran empresària de Pompeia, i va ser adoptat com a oficial per la UAI el 21 de novembre de 2012.